# St. Laurentius (Dattenfeld)

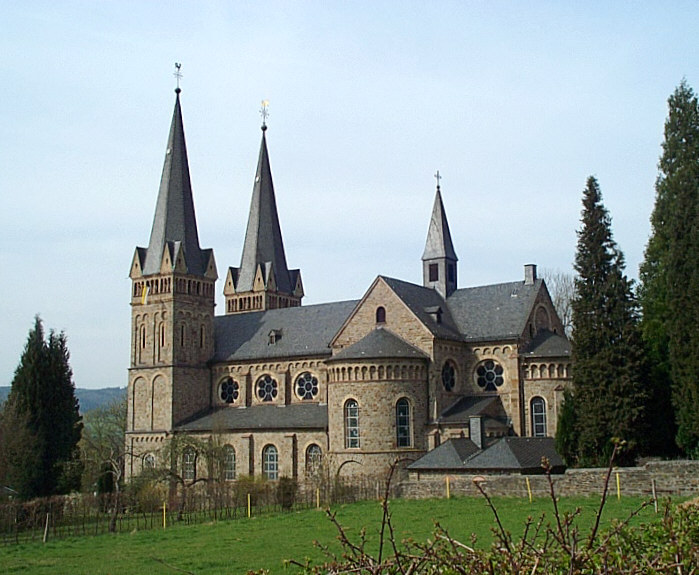
St. Laurentius von Süden

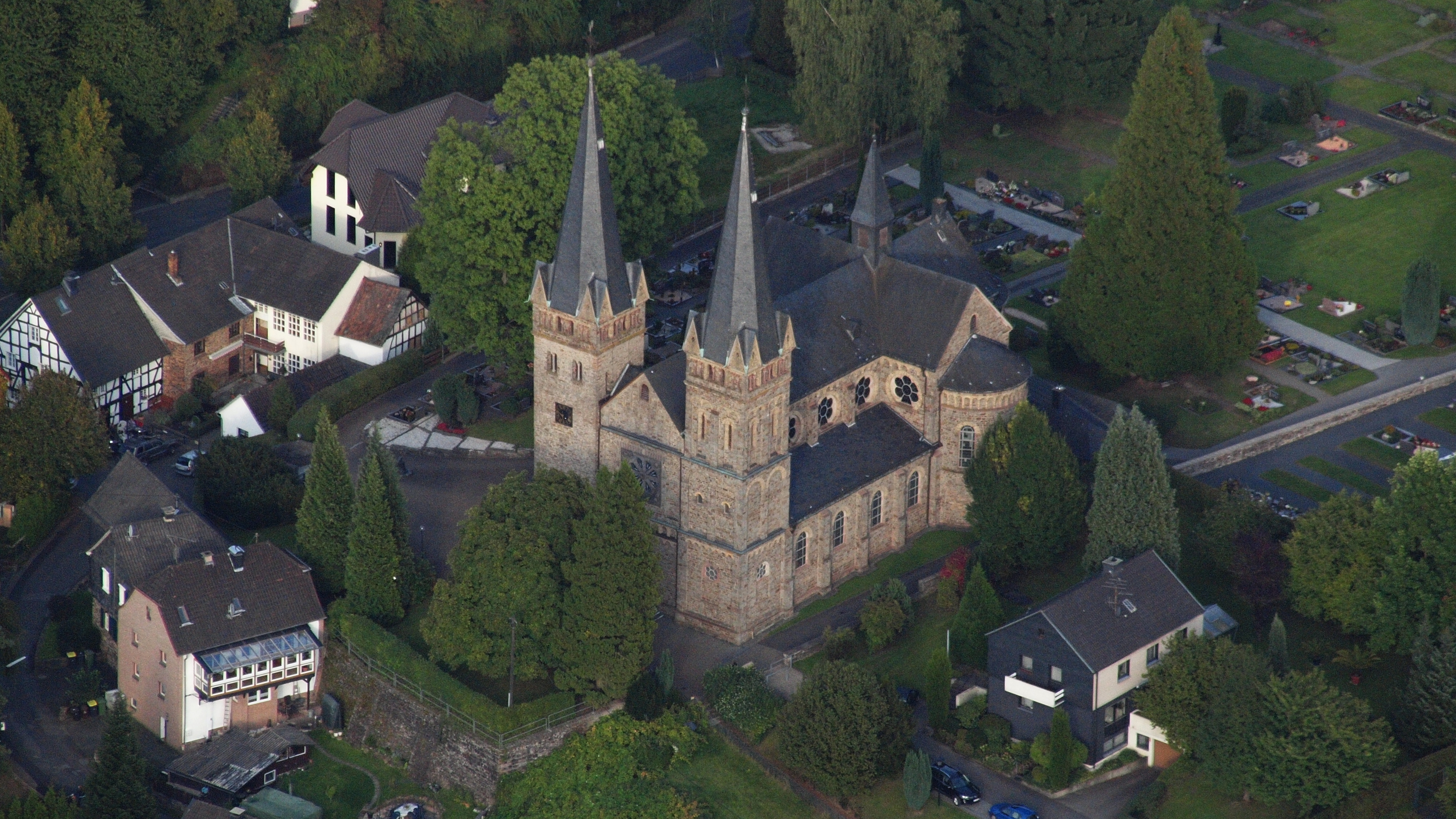
St. Laurentius, Schrägluftbild

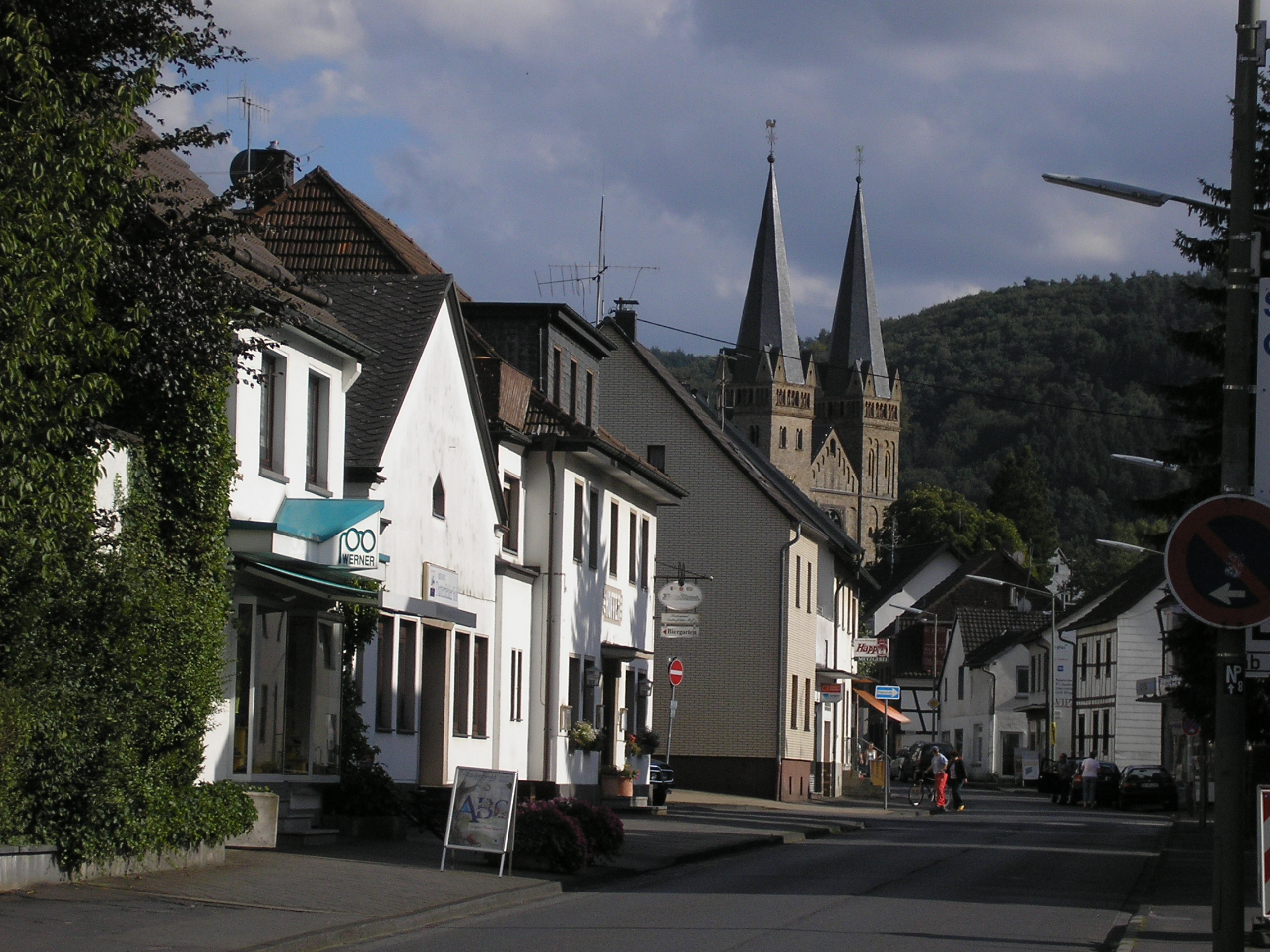
St. Laurentius im Ortsbild

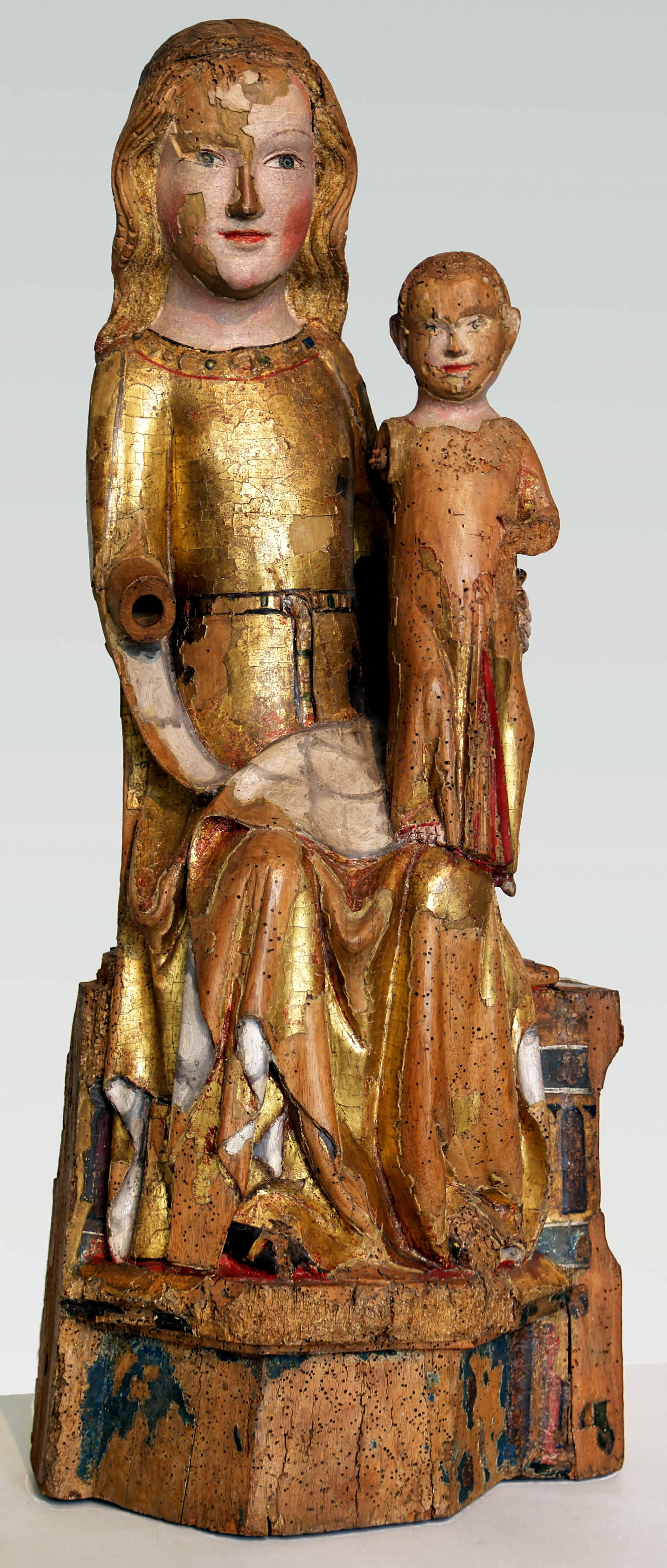
Original der Dattenfelder Madonna im Museum Kolumba in Köln

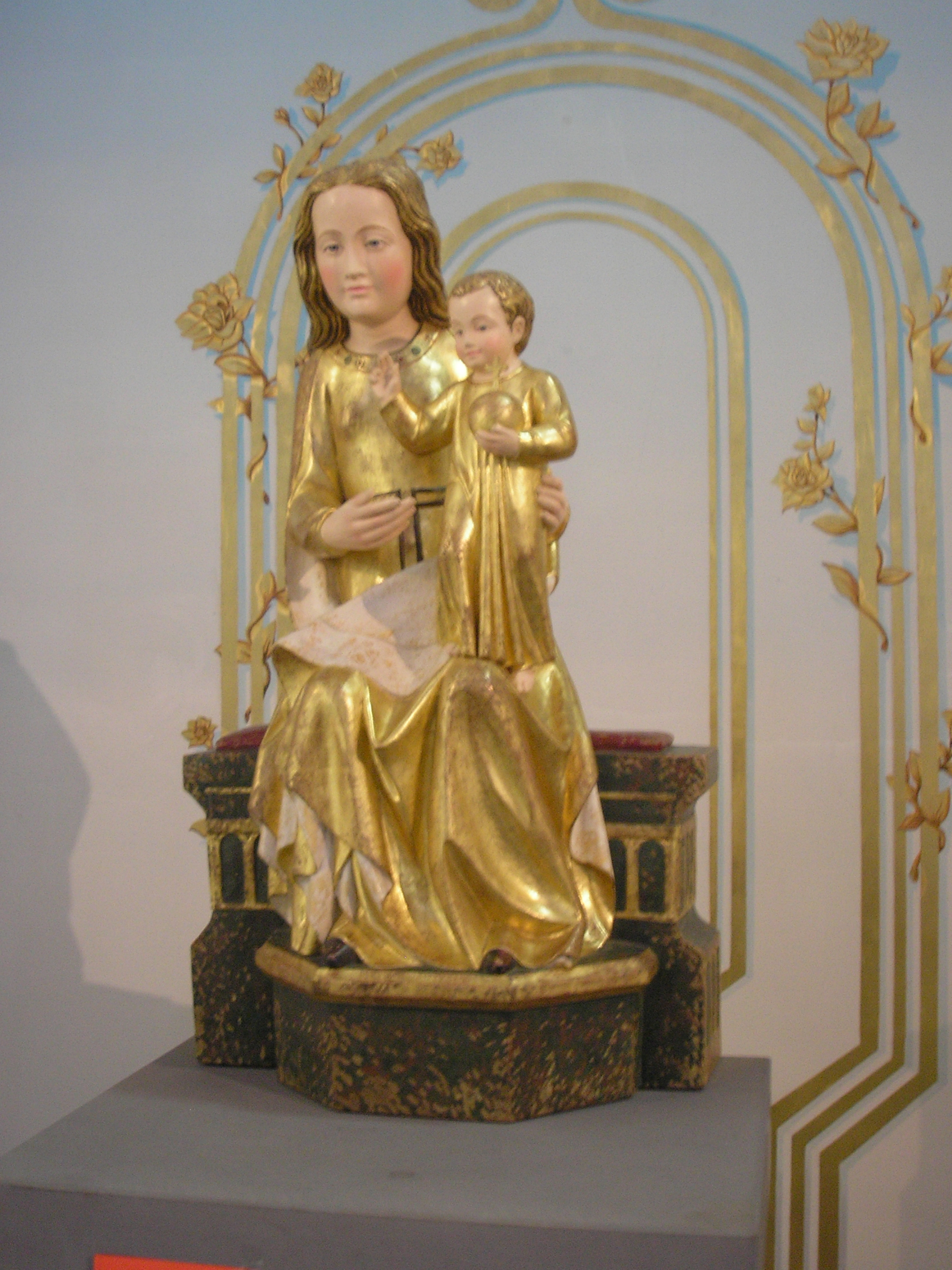
Rekonstruktion der Dattenfelder Madonna in St. Laurentius (2009)

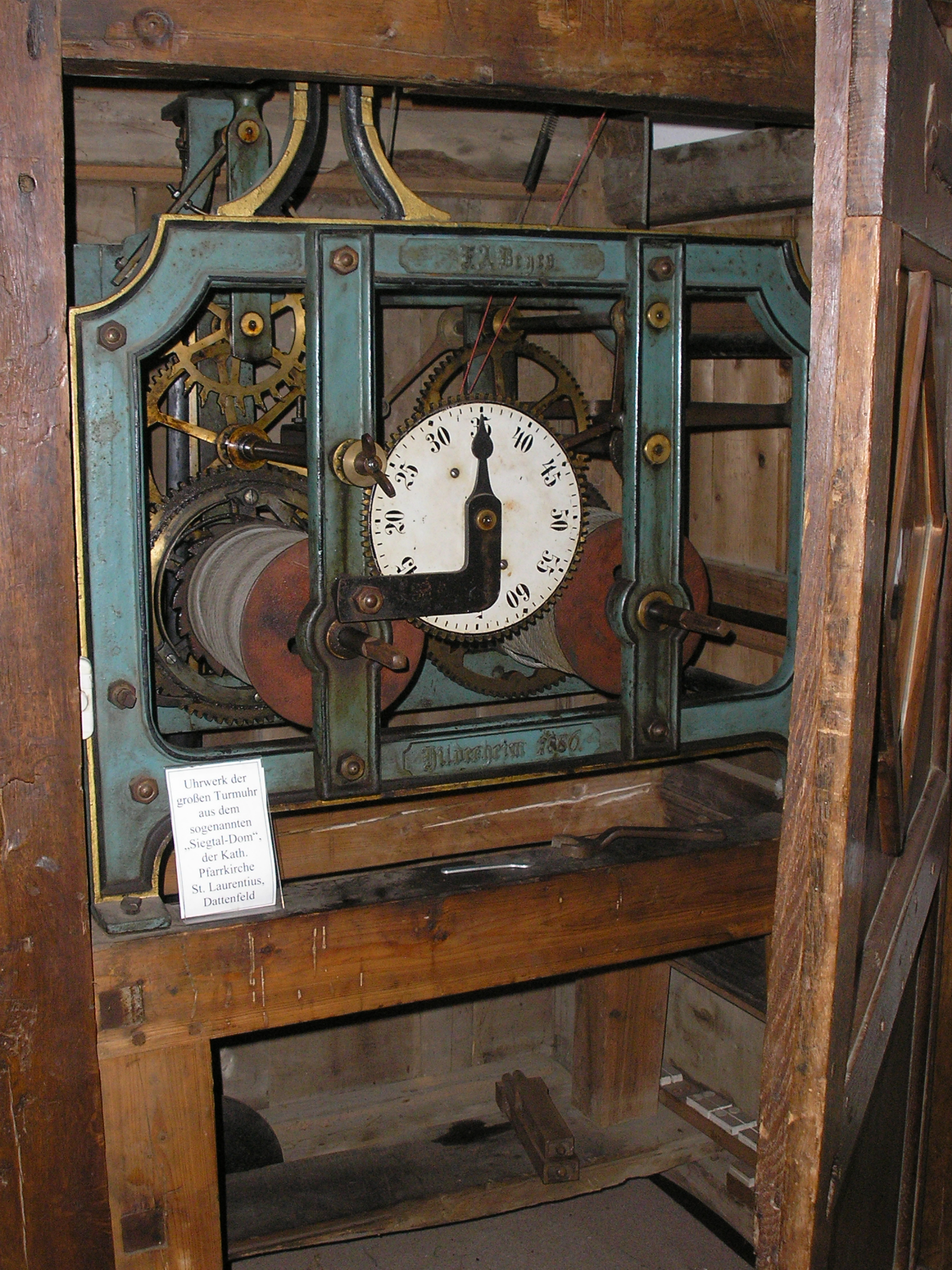
Uhrwerk der großen Turmuhr im Museumsdorf Altwindeck

Die römisch-katholische Pfarrkirche St. Laurentius in Windeck-Dattenfeld wurde 1879–1880 anstelle eines 1878 abgerissenen Vorgängerbaus als zweitürmige Kirche im neuromanischen Stil errichtet. Wegen der Doppelturmfassade (Turmhöhe 56 m) wird die Kirche auch vielfach „Siegtaldom“ genannt. Die beiden unteren Geschosse des Nordturms stammen von der alten Pfarrkirche aus dem 12/13. Jahrhundert, die ursprünglich wohl nur eine Kapelle war, jedoch zu einer dreischiffigen Kirche mit einer Länge von ca. 25,60 m und einer Breite von 7,85 m erweitert wurde und bereits dem heiligen Laurentius von Rom geweiht war.

## Geschichte
Am 16. Juni 895 fand eine erste Erwähnung Dattenfelds in einer Schenkungsurkunde an das Cassius-Stift in Bonn statt. „... in einem Dorf, das Dateleveld genannt wird, schenk ich eine Kirche mit einem Hof, bestehend aus 30 Joch Saatland mit einem Haus und einer Scheune.“ Über diese Kirche ist wenig bekannt.
Im 12. Jahrhundert erfolgt die Errichtung des romanischen Vorgängerbaus der heutigen Kirche. Dieser blieb bis zum 19. Jahrhundert erhalten.
1856 fanden erste Überlegungen zu einem Kirchenneubau wegen Baufälligkeit und Anwachsens der Gemeinde statt. Die Genehmigung für einen Neubau erfolgte 1874 durch das Generalvikariat Köln. Im Frühjahr 1878 begann der Abriss der alten Kirche bis auf den Turm.
Am 29. April 1879 erfolgte die Grundsteinlegung unter Pfarrer Johannes Hilden und Vikar Hugo Westerhoven. Die Benediktion des Neubaus erfolgt am Fest des Kirchenpatrons St. Laurentius, am 10. August 1880. Die Konsekration nahm der damalige Weihbischof Antonius Fischer aus Köln 1893 vor.
In den Jahren von 1979 bis 1981 fand eine umfassende Renovierung der Kirche mit Erneuerung der Gewölbe in Mittel- und Querschiff, einer Verfestigung des Mauerwerks und Neuausmalungen statt.

## Bauwerk
Die jetzige Kirche wurde durch den Kölner Architekten August Carl Lange entworfen und ausgeführt. Der romanische Nordturm wurde von Lange um ein Geschoss erhöht und durch eine Zwerggalerie abgeschlossen. Hierdurch, wie auch durch den neuen, mit kleinen Ziergiebeln versehenen Turmhelm wurde er dem neuerrichteten Südturm angepasst.
Über dem Hauptportal befindet sich eine einfache achtteilige Rose. Im Norden gibt es zwei weitere Seitenportale. Auffallend ist die wuchtige Choranlage, an deren Südostecke sich ein einstöckiger Sakristeibau anschließt. Die Vierung wird von einem Dachreiter bekrönt.
Die Pfarrkirche St. Laurentius ist die einzige doppeltürmige Kirche im Rhein-Sieg-Kreis.

## Kirchenraum
St. Laurentius ist eine dreischiffige, kreuzrippengewölbte Säulenbasilika. Der Hauptchor und die Seitenchöre sind erhöht. Im alten romanischen Nordturm befindet sich die Taufkapelle, deren Fußboden 16 cm tiefer liegt als in der übrigen Kirche. Darüber spannt sich ein Kreuzrippengewölbe, dessen Rippen auf derben Masken ruhen. Beim Neubau der Kirche wurde ein sechsteiliges Fächerfenster in die Westwand gebrochen. In der Taufkapelle befindet sich ein romanischer Taufstein vom Ende des 12. Jahrhunderts aus Andesit. Das typische rheinische Kesseltaufbecken ist von sechs Ecksäulchen umstellt und wird von einem modernen, 1962 von Hein Gernot geschaffenen Taufsteindeckel abgedeckt.
Der Hochaltar ist ein Werk des Kölner Bildhauers Jägers (um 1880) mit einem Tabernakeltresor von ca. 1930.
In der Apsis des südlichen Querhauses befindet sich auf einem Steinsockel eine Rekonstruktion der Dattenfelder Madonna, dies 2003 in einer Südtiroler Schnitzerwerkstatt gefertigt wurde. Am 10. Juni 2006 wurde die Madonna von Joachim Kardinal Meisner geweiht. Das Original ist eine Skulptur aus dem ersten Viertel des 14. Jahrhunderts, als eine der frühesten kölnischen Sitzmadonnen der Gotik befindet sie sich im Kölner Museum Kolumba.

## Orgel
Die Orgel wurde 1940 von der Orgelbauwerkstatt Johannes Klais in Bonn gebaut. Das Kegelladen-Instrument hat 23 Register, zzgl. einer Transmission und vier Extensionen auf drei Manualen und Pedal. Die Spieltrakturen sind elektrisch, die Registertrakturen pneumatisch. Das Instrument erhielt später eine elektronische Setzeranlage.
| I Hauptwerk C–g3 |               |       |
| 1.               | Quintade      | 16′   |
| 2.               | Prinzipal     | 8′    |
| 3.               | Rohrflöte     | 8′    |
| 4.               | Oktave        | 4′    |
| 5.               | Gemshorn      | 4′    |
| 6.               | Spitzquinte   | 2 ⁄3′ |
| 7.               | Mixtur III-IV | 2′    |

| II Schwellwerk C–g3 |               |    |
| 8.                  | Holzflöte     | 8′ |
| 9.                  | Salicional    | 8′ |
| 10.                 | Prinzipal     | 4′ |
| 11.                 | Flöte         | 2′ |
| 12.                 | Terzcymbel IV |    |
| 13.                 | Trompete      | 8′ |

| III Kronwerk C–g3 |                  |       |
| 14.               | Lieblich Gedackt | 8′    |
| 15.               | Querflöte        | 4′    |
| 16.               | Prinzipal        | 2′    |
| 17.               | Nasard           | 1 ⁄3′ |
| 18.               | Sesquialter II   |       |
| 19.               | Scharf III-IV    |       |
| 20.               | Krummhorn        | 8′    |
|                   | Tremolo          |       |

| Pedal C–f1 |                          |     |
| 21.        | Subbass                  | 16′ |
|            | Zartbass (= Nr. 1)       | 16′ |
| 22.        | Prinzipalbass            | 8′  |
|            | Gedacktbass (aus Nr. 21) | 8′  |
|            | Choralbass (aus Nr. 22)  | 4′  |
|            | Bassflöte (aus Nr. 21)   | 4′  |
|            | Flachflöte (aus Nr. 21)  | 2′  |
| 23.        | Posaune                  | 16′ |

- Koppeln:
  - Normalkoppeln (mechanisch): II/I, III/I, III/II, I/P, II/P, III/P
  - Suboktavkoppeln (elektrisch): II/I, II/II
- Spielhilfen: 4000-fache Setzeranlage, Sequenzer, Absteller

## Glocken
| Nr. | Name                   | Gussjahr | Gießer, Gussort                            | Durchmesser (mm) | Masse (kg) | Schlagton (HT-1/16) | Turm    |
| 1   | Christus               | 1980     | Glockengießerei Mabilon, Saarburg          | 1240             | 1200       | e1 −1               | Süd     |
| 2   | Laurentius             | 1669     | Matthias & Gottfried Hellingh, Wipperfürth | 1107             | 760        | fis1 +2             | Nord    |
| 3   | Rochus und Georg       | 1782     | Johann Michael Stocky, Dattenfeld          | 990              | 550        | gis1 −4             | Nord    |
| 4   | Maria                  | 1979     | Glockengießerei Mabilon, Saarburg          | 820              | 340        | h1 −1               | Nord    |
| 5   | Helena                 | 1979     | Glockengießerei Mabilon, Saarburg          | 710              | 240        | cis2 +1             | Nord    |
| 6   | Johannes der Täufer    | 1979     | Glockengießerei Mabilon, Saarburg          | 600              | 130        | e2 ±0               | Nord    |
| 7   | Fünf-Minuten-Glöckchen | 1926     | Franz Schilling, Apolda                    | 490              | 50         | g2 −2               | Vierung |